# Arauca (kommun)
Arauca är en kommun i Colombia.   Den ligger i departementet Arauca, i den nordöstra delen av landet, 500 km nordost om huvudstaden Bogotá. Antalet invånare är 75 557.